# Eryk Tatuś
Eryk Tatuś (dt. Erich Tatus; später auch als Aleksander Tatus bekannt, * 22. Juli 1914 in Königshütte O.S., Oberschlesien, Königreich Preußen, Deutsches Reich, heute Polen; † 13. April 1985 in Wuppertal, Deutschland) war ein polnischer und deutscher Fußballtorhüter aus Oberschlesien.

## Laufbahn
Nach dem Abitur arbeitete Tatuś als Hilfsarbeiter und Labortechniker. Seine Fußballlaufbahn begann Tatuś 1923 bei Ruch Wielkie Hajduki. Trotz seiner geringen Körpergröße von 167 cm entschied er sich dafür als Torwart zu spielen. Er debütierte im Alter von 16 Jahren für den Verein, spielte bei diesem mindestens sechs Jahre und konnte in den Jahren 1934, 1935, 1936 und 1938 die polnische Meisterschaft gewinnen.
Am 6. September 1936 debütierte er in der polnischen Nationalmannschaft in Riga im Jaunekju Kristīgā Savienība Stadions gegen Lettland. Das Spiel endete 3:3-Unentschieden. Dies blieb der einzige Einsatz im polnischen Nationaltrikot.
Nach der deutschen Besetzung der ehemaligen deutschen Gebiete in Polen während des Zweiten Weltkriegs unterschrieb Tatuś im Jahr 1939 die deutsche Volksliste, wie auch seine Mannschaftskameraden von Ruch, Teodor Peterek, Ernst Willimowski und Gerard Wodarz, die ebenfalls polnische Nationalspieler waren. Danach war er als Erich Tatus bekannt (vermutlich auch sein Geburtsname). Im November 1939 traten alle vier für ihren Club an, der seinen alten Namen Bismarckhütter SV 99 sowie eine deutsche Vereinsleitung bekommen hatte.
Nach dem Ende des Zweiten Weltkrieges im Jahre 1945 trat er für ŁKS Łagiewniki Bytom, einen Verein aus dem vormaligen Hohenlinde bei Beuthen, an.
Im Jahr 1965 emigrierte er nach Deutschland, wo er am 13. April 1985 in Wuppertal starb.